# میکائیل میرزایان
میکائیل هوهانسی میرزایان (ارمنی: Միքայել Հովհաննեսի Միրզայան؛ زاده ۲۱ اوت ۱۸۸۸ - درگذشته ۲۶ نوامبر ۱۹۵۸) رهبر گروه کر، آهنگساز اهل ارمنستان بود. وی بین سال‌های - تا - میلادی فعالیت می‌کرد.

## زندگی‌نامه
وی در ۲۱ اوت ۱۸۸۸ در تفلیس در به دنیا آمد و از مدرسه نرسیسیان (۱۹۰۸) فارغ‌التحصیل گشت.  وی همچنین برنده جوایزی همچون چهره هنری شایسته ارمنستان شوروی (۱۹۳۹) شد. وی در ۲۶ نوامبر ۱۹۵۸ در سن ۷۰ سالگی در ایروان درگذشت.